# Gobionellus liolepis
Gobionellus liolepis és una espècie de peix de la família dels gòbids i de l'ordre dels perciformes.

## Morfologia
Els mascles poden assolir els 14,3 cm de longitud total.

## Distribució geogràfica
Es troba des del Salvador fins a Panamà i, probablement també, Equador.